# İbrahim Tatlıses

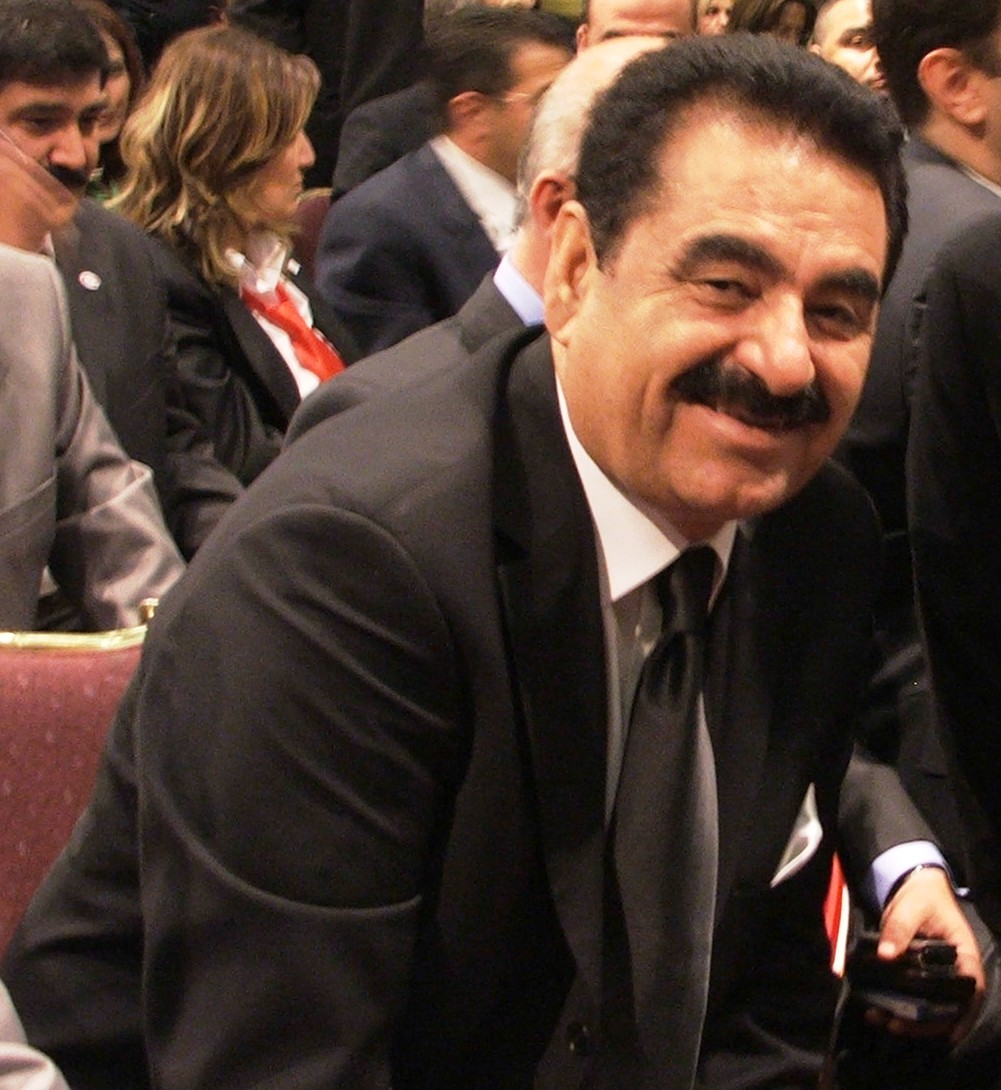
İbrahim Tatlıses.

İbrahim Tatlıses, född İbrahim Tatlı, även känd som Ibo, född 1 januari 1952 i Şanlıurfa, är en turkisk sångare, skådespelare och producent från Turkiet med arabisk och kurdisk härkomst. Han talar turkiska och kurdiska och även en del engelska men sjunger enbart på kurdiska och turkiska. I Turkiet är han mycket populär och han är även en känd sångare i Mellanöstern, Balkan, Azerbajdzjan och Grekland.
Ibrahim Tatlises föddes som Ibrahim Tatli (tatli betyder söt på turkiska). När han senare upptäcktes tillades suffixet -ses (röst på turkiska) i hans efternamn som då blev Tatlises, det vill säga söt/len röst. 
Ibrahim Tatlises har medverkat i ett flertal filmer och en av de mest kända är Mavi Mavi som han spelade in 1983 med skådespelerskan och sångerskan Hülya Avşar. Ledmotivet såldes i flera miljoner, såväl i Turkiet som utomlands, och räknas som ett av hans allra bästa. Titellåten "Mavi Mavi" anses vara något av en kultlåt i Turkiet.
På senare år har Ibrahim Tatlises hållit i flera projekt jämsides sångkarriären. Han driver ett antal hotell- och restaurangkedjor samtidigt som han letar efter nya kommande talanger, han är en av de rikaste i Turkiet. Han är producent och programledare för sin egen tv-show "Ibo Show". 2007 gav han sig in i politiken och stöttade Cem Uzans "Genç Parti" (Unga Partiet), vars ideologi i huvudsak grundas på nationalism, sekularism och liberalism. Den 14 mars 2011 blev Tatlises skjuten i huvudet bakom en tv-studio i Istanbul och fördes till sjukhus, han återhämtade sig dock från de livshotande skadorna och blev senare transporterad till Tyskland för rehabilitering i en trauma klinik. Efter att dåvarande Premiärminister Recep Tayyip Erdoğan besökt honom i sjukhuset blev även omkring 20 personer arresterade för iblandning för skjutningen av turkiska polisen.